# Goriella
Goriella is een geslacht van weekdieren uit de klasse van de Gastropoda (slakken).

## Soort
- Goriella sandroi Moolenbeek, 2008